# Paolo Kind

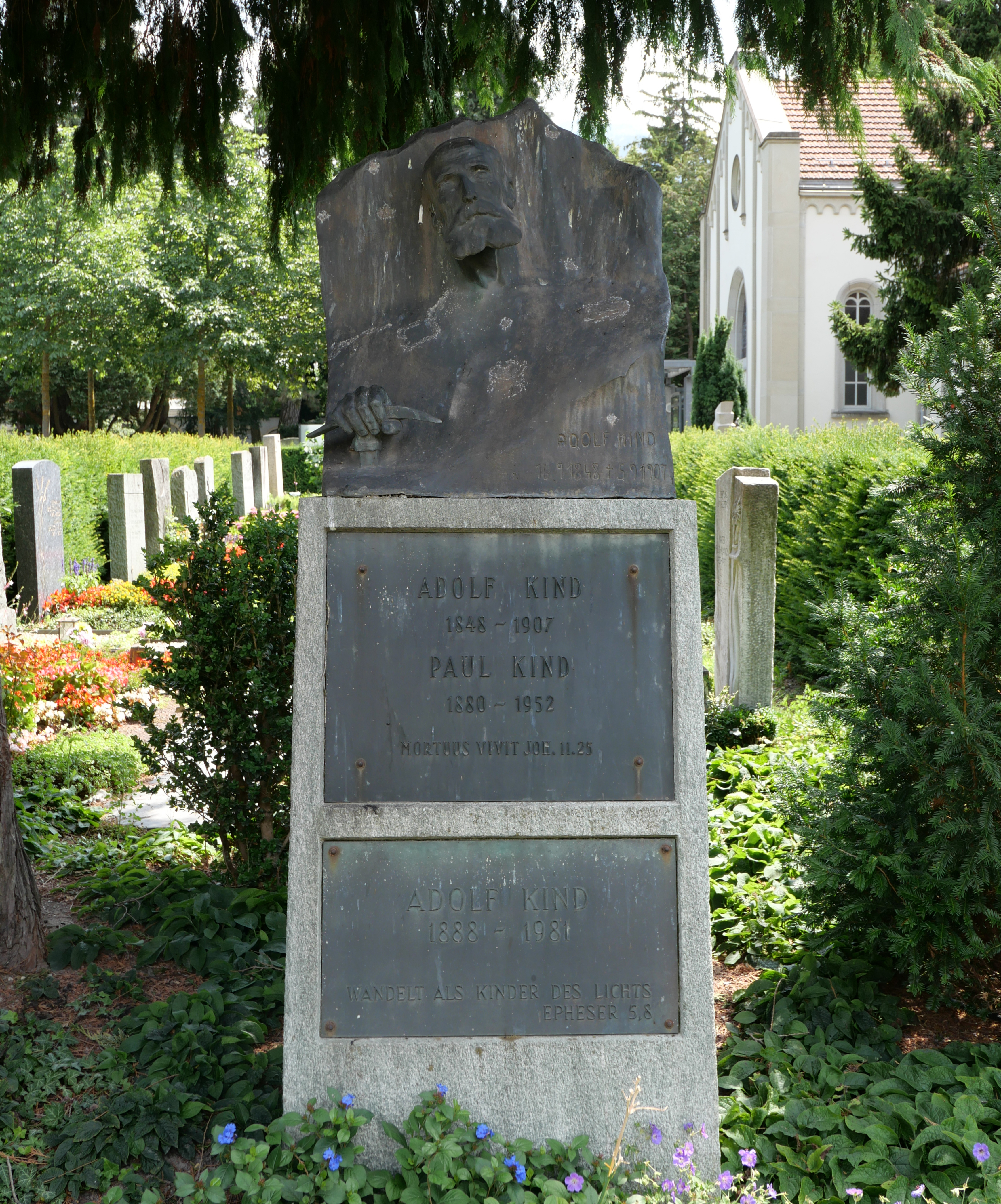
Grób Kinda, jego ojca i innego Adolfa Kinda (1888-1981) na cmentarzu Daleu w Chur, kanton Gryzonia, Szwajcaria.

Paolo Kind (ur. 1880 – zm. 1952) – jeden z pierwszych włoskich skoczków narciarskich, działacz sportowy.
Był synem Adolfa Kinda. Działalność narciarską rozpoczął pod koniec XIX wieku. W 1907 roku, po śmierci ojca, Paolo został przewodniczącym klubu SC Torino i funkcję tę pełnił do 1915 roku. W 1908 założył "Unione Ski Club Italiani", które dziś znane jest jako FISI (Włoski Związek Sportów Zimowych). W tym samym roku Kind wraz z norweskim narciarzem Haraldem Smithem zaprojektowali i wybudowali jedną z największych ówczesnych skoczni narciarskich na świecie. Znajdowała się ona w miejscowości Bardonecchia i została  nazwana imieniem Smitha, ponieważ w 1909 Norweg ustanowił na niej nowy rekord świata w długości skoku narciarskiego (43 m). W tym samym roku Kind zwyciężył w pierwszych mistrzostwach Włoch w skokach narciarskich.